# Andrómaca
Andrómaca (português europeu) ou Andrômaca (português brasileiro) (em grego: Ἀνδρομάχη, transl. Andromákhē) foi, na mitologia grega, esposa de Heitor e filha de Eecio rei de Tebas na Cilícia, aliado dos troianos. Seu pai e todos os seus irmãos foram mortos por Aquiles na guerra de Troia. Teve um filho com Heitor chamado usualmente de Astíanax ( o rei da cidade - o nome real da criança era Scamandrius). 

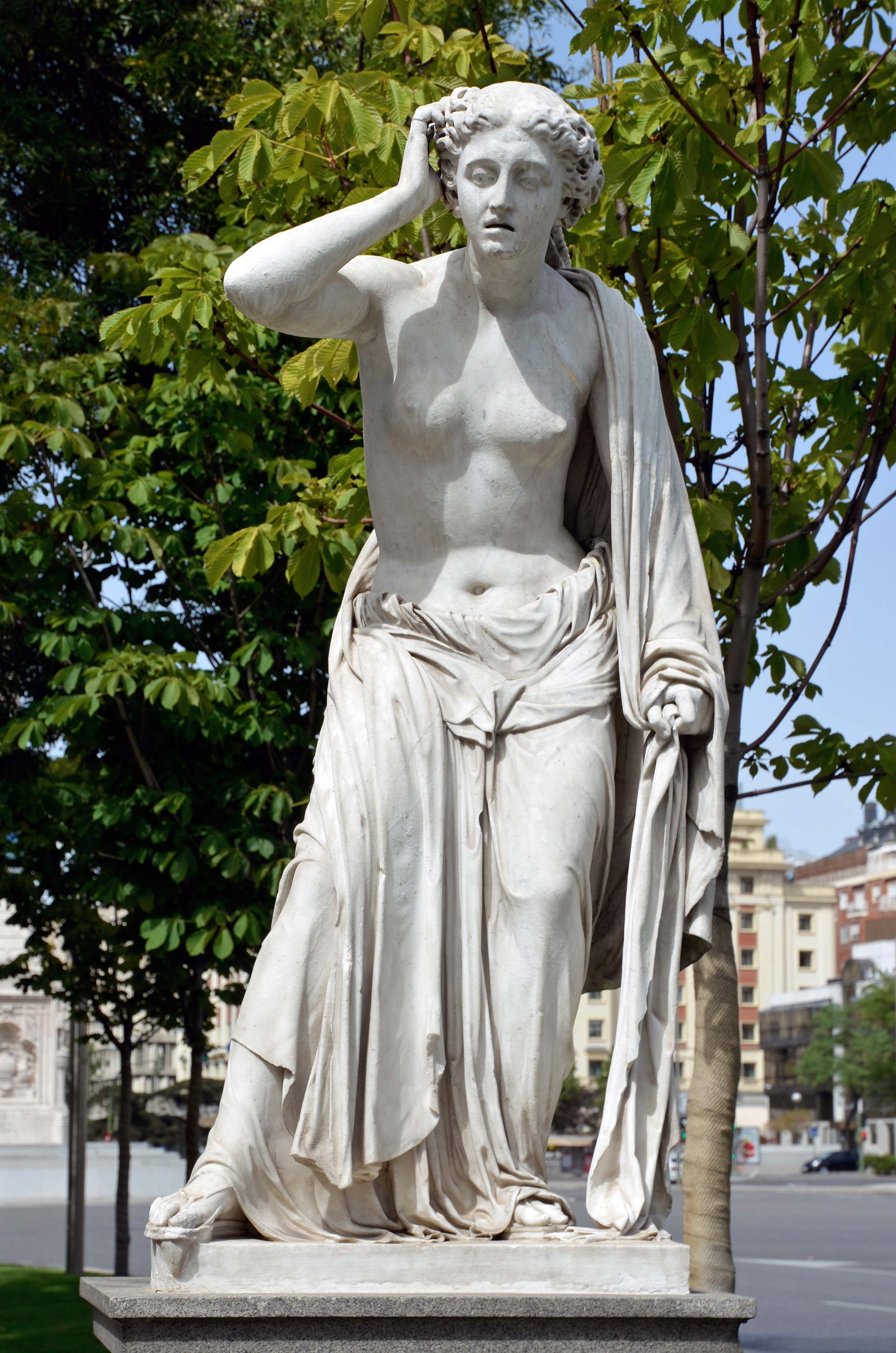
Estátua representando Andrômaca por José Vilches (1853) - Avenida Paseo de Recoletos, Madrid, Espanha.

Durante a Guerra de Troia, Aquiles matou Heitor. Na queda de Troia, Andrómaca e Astianax foram capturados. Astianax foi morto pelos gregos atirado das muralhas de Troia. Segundo algumas versões ele foi atirado por Odisseu enquanto em outras pelo filho de Aquiles, Neoptólemo (Pirro). Este então tomou Andrómaca como escrava e a tornou sua concubina. Juntamente com o irmão de Heitor, Heleno, levou-a para o Epiro. Os filhos de Neoptólemo e Andrómaca foram Molosso, Pielus e Pérgamo.
Depois da morte de Neoptólemo, ou segundo outras versões, após o casamento deste com Hermíone (filha de Menelau e Helena), Andrómaca casou-se com Heleno, e teve com ele o filho Cestrinus. Após a morte de Neoptólemo, Heleno se tornou rei de Epiro e Andrómaca sua rainha. Na Eneida, canto II, e assim que Enéas a encontra em sua visita a Epiro. 
-Representação Literária: 
Andromáca aparece pela primeira vez na Ilíada e sua despedida de Heitor no Canto VI é uma parte famosa do poema. Ela é a personagem central na tragédia de Eurípides do mesmo nome. Ela é também uma das personagens centrais da peça do mesmo autor As Troianas. Já como esposa de Heleno, ela aparece na Eneida de Virgílio. No século XVII ela protagoniza a tragédia Andromache de Jean Racine e está entre os personagens centrais da peça "A guerra de Troia não acontecerá de Jean Giraudoux.